# Thích Quảng Đức
Thich Quang Duc (vietnamsky Thích Quảng Đức,  [tʰɪ̌c kwãːŋ ɗɨ̌k]IPA; 1897 – 11. června 1963) byl vietnamský mahájánový mnich, který se 11. června 1963 upálil v Saigonu. Tímto aktem protestoval proti perzekuci buddhistů v Jižním Vietnamu za vlády Ngô Ðình Ziema. Fotografie hořícího Thích Quảng Đứca se vzápětí rozšířily do celého světa a přinesly pozornost světové veřejnosti na Ziemův režim. Americký novinář a fotograf Malcolm Browne, kterému se podařilo zachytit hořícího Thích Quảng Đứca, získal za tento snímek Pulitzerovu cenu; podobně tuto cenu obdržel i David Halberstam, který o hořícím mnichu podal zprávu. Fotografii později použila skupina Rage Against the Machine jako obal pro své debutové album. Po smrti Thích Quảng Đứca bylo jeho ohořelé tělo zpopelněno, během kremace však jeho srdce zůstalo nedotčeno. Buddhisté to proto interpretovali jako symbol soucitu (karuná) a začali Duca považovat za bódhisattvu.
Thích Quảng Đứcův čin měl za následek zvýšení mezinárodního tlaku na Ziema, což jej vedlo k vyhlášení reforem, které by zlepšily postavení buddhistů. Slíbené reformy však byly realizovány pomalu nebo vůbec, což postupně vedlo k další zhoršování situace v zemi. Následkem pokračujících protestů vietnamských buddhistů proti tehdejší situaci začaly zvláštní oddíly Armády Vietnamské republiky pod velením Ngô Ðình Nha provádět celostátní razie namířené hlavně proti buddhistickým pagodám. Stovky mnichů při nich byly zatčeny a mnoho při nich bylo zabito či se ztratilo. Několik buddhistických mnichů pak následovalo Thích Quảng Đứcova příkladu a rovněž se upálilo. Éra perzekucí byla ukončena v listopadu 1963, kdy byl během převratu Ngô Ðình Nhu zabit. Ducovo sebeupálení je považováno za zlomový bod ve vietnamské buddhistické krizi, která nakonec vedla ke změně režimu.